# Llista de televisions locals de Catalunya
La televisió local de Catalunya és l'agrupació de totes les televisions locals que estan a Catalunya.

## Aran

### Vall d'Aran
| Logo | Canal     | TDT    | Satèl·lit     | IPTV          | Cable         | Online     | Web                           |
| ---- | --------- | ------ | ------------- | ------------- | ------------- | ---------- | ----------------------------- |
|      | Lleida TV | Mux 41 | No disponible | No disponible | No disponible | En Directe | http://lleidatv.alacarta.cat/ |

## Alt Pirineu

### Alt Urgell
| Logo | Canal       | TDT    | Satèl·lit     | IPTV          | Cable         | Online        | Web                                                         |
| ---- | ----------- | ------ | ------------- | ------------- | ------------- | ------------- | ----------------------------------------------------------- |
|      | Pirineus TV | Mux 33 | No disponible | No disponible | No disponible | No disponible | http://www.pirineustv.cat/                                  |
|      | TOT TV      | Mux 33 | No disponible | No disponible | No disponible | No disponible | http://www.tottv.cat/ Arxivat 2009-09-10 a Wayback Machine. |

### Alta Ribagorça
| Logo | Canal       | TDT    | Satèl·lit     | IPTV          | Cable         | Online        | Web                                                         |
| ---- | ----------- | ------ | ------------- | ------------- | ------------- | ------------- | ----------------------------------------------------------- |
|      | Pirineus TV | Mux 33 | No disponible | No disponible | No disponible | No disponible | http://www.pirineustv.cat/                                  |
|      | TOT TV      | Mux 33 | No disponible | No disponible | No disponible | No disponible | http://www.tottv.cat/ Arxivat 2009-09-10 a Wayback Machine. |

### Cerdanya
| Logo | Canal       | TDT    | Satèl·lit     | IPTV          | Cable         | Online        | Web                                                         |
| ---- | ----------- | ------ | ------------- | ------------- | ------------- | ------------- | ----------------------------------------------------------- |
|      | Pirineus TV | Mux 33 | No disponible | No disponible | No disponible | No disponible | http://www.pirineustv.cat/                                  |
|      | TOT TV      | Mux 33 | No disponible | No disponible | No disponible | No disponible | http://www.tottv.cat/ Arxivat 2009-09-10 a Wayback Machine. |

### Pallars Jussà
| Logo | Canal       | TDT    | Satèl·lit     | IPTV          | Cable         | Online        | Web                        |
| ---- | ----------- | ------ | ------------- | ------------- | ------------- | ------------- | -------------------------- |
|      | Pirineus TV | Mux 33 | No disponible | No disponible | No disponible | No disponible | http://www.pirineustv.cat/ |
|      | TOT TV      | Mux 33 | No disponible | No disponible | No disponible | No disponible | http://www.pirineustv.cat/ |

### Pallars Sobirà
| Logo | Canal       | TDT    | Satèl·lit     | IPTV          | Cable         | Online        | Web                        |
| ---- | ----------- | ------ | ------------- | ------------- | ------------- | ------------- | -------------------------- |
|      | Pirineus TV | Mux 33 | No disponible | No disponible | No disponible | No disponible | http://www.pirineustv.cat/ |
|      | TOT TV      | Mux 33 | No disponible | No disponible | No disponible | No disponible | http://www.pirineustv.cat/ |

## Ponent

### Garrigues, Les
| Logo | Canal     | TDT    | Satèl·lit     | IPTV          | Cable         | Online     | Web                           |
| ---- | --------- | ------ | ------------- | ------------- | ------------- | ---------- | ----------------------------- |
|      | Lleida TV | Mux 24 | No disponible | No disponible | No disponible | En Directe | http://lleidatv.alacarta.cat/ |

### Noguera
| Logo | Canal     | TDT    | Satèl·lit     | IPTV          | Cable         | Online     | Web                           |
| ---- | --------- | ------ | ------------- | ------------- | ------------- | ---------- | ----------------------------- |
|      | Lleida TV | Mux 24 | No disponible | No disponible | No disponible | En Directe | http://lleidatv.alacarta.cat/ |

### Plana d'Urgell
| Logo | Canal     | TDT    | Satèl·lit     | IPTV          | Cable         | Online     | Web                           |
| ---- | --------- | ------ | ------------- | ------------- | ------------- | ---------- | ----------------------------- |
|      | Lleida TV | Mux 24 | No disponible | No disponible | No disponible | En Directe | http://lleidatv.alacarta.cat/ |

### Segarra
| Logo | Canal     | TDT    | Satèl·lit     | IPTV          | Cable         | Online     | Web                           |
| ---- | --------- | ------ | ------------- | ------------- | ------------- | ---------- | ----------------------------- |
|      | Lleida TV | Mux 24 | No disponible | No disponible | No disponible | En Directe | http://lleidatv.alacarta.cat/ |

### Urgell
| Logo | Canal     | TDT    | Satèl·lit     | IPTV          | Cable         | Online     | Web                           |
| ---- | --------- | ------ | ------------- | ------------- | ------------- | ---------- | ----------------------------- |
|      | LLeida TV | Mux 24 | No disponible | No disponible | No disponible | En Directe | http://lleidatv.alacarta.cat/ |

## Segrià

### Segrià
| Logo | Canal     | TDT    | Satèl·lit     | IPTV          | Cable         | Online        | Web                                                         |
| ---- | --------- | ------ | ------------- | ------------- | ------------- | ------------- | ----------------------------------------------------------- |
|      | Lleida TV | Mux 27 | No disponible | No disponible | No disponible | En Directe    | http://lleidatv.alacarta.cat/                               |
|      | TOT TV    | Mux 27 | No disponible | No disponible | No disponible | No disponible | http://www.tottv.cat/ Arxivat 2009-09-10 a Wayback Machine. |

## Baix Camp Priorat

### Baix Camp
| Logo | Canal      | TDT    | Satèl·lit     | IPTV          | Cable         | Online     | Web                         |
| ---- | ---------- | ------ | ------------- | ------------- | ------------- | ---------- | --------------------------- |
|      | Canal Reus | Mux 32 | No disponible | No disponible | No disponible | En Directe | http://www.canalreustv.cat/ |

### Priorat
| Logo | Canal      | TDT    | Satèl·lit     | IPTV          | Cable         | Online     | Web                         |
| ---- | ---------- | ------ | ------------- | ------------- | ------------- | ---------- | --------------------------- |
|      | Canal Reus | Mux 32 | No disponible | No disponible | No disponible | En Directe | http://www.canalreustv.cat/ |

## Camp de Tarragona

### Alt Camp
| Logo | Canal       | TDT    | Satèl·lit     | IPTV          | Cable         | Online        | Web                  |
| ---- | ----------- | ------ | ------------- | ------------- | ------------- | ------------- | -------------------- |
|      | Terramar TV | Mux 39 | No disponible | No disponible | No disponible | No disponible | http://etv.cat/      |
|      | Tac 12 HD   | Mux 39 | No disponible | No disponible | No disponible | En Directe    | https://www.tac12.tv |

### Conca de Barberà
| Logo | Canal       | TDT    | Satèl·lit     | IPTV          | Cable         | Online        | Web                  |
| ---- | ----------- | ------ | ------------- | ------------- | ------------- | ------------- | -------------------- |
|      | Terramar TV | Mux 39 | No disponible | No disponible | No disponible | No disponible | http://etv.cat/      |
|      | Tac 12 HD   | Mux 39 | No disponible | No disponible | No disponible | En Directe    | https://www.tac12.tv |

### Tarragonès
| Logo | Canal       | TDT    | Satèl·lit     | IPTV          | Cable         | Online        | Web                   |
| ---- | ----------- | ------ | ------------- | ------------- | ------------- | ------------- | --------------------- |
|      | Terramar TV | Mux 39 | No disponible | No disponible | No disponible | No disponible | http://etv.cat/       |
|      | Tac 12 HD   | Mux 39 | No disponible | No disponible | No disponible | En Directe    | https://www.tac12.tv/ |

## Terres de l'Ebre

### Baix Ebre
| Logo | Canal    | TDT    | Satèl·lit     | IPTV          | Cable         | Online        | Web                                                     |
| ---- | -------- | ------ | ------------- | ------------- | ------------- | ------------- | ------------------------------------------------------- |
|      | Teveon   | Mux 34 | No disponible | No disponible | No disponible | No disponible | http://teveon.tv/ Arxivat 2020-02-19 a Wayback Machine. |
|      | Canal te | Mux 34 | No disponible | No disponible | No disponible | En Directe    | http://canalte.alacarta.cat/                            |
|      | TE24     | Mux 34 | No disponible | No disponible | No disponible | No disponible | No disponible                                           |

### Montsià
| Logo | Canal       | TDT    | Satèl·lit     | IPTV          | Cable         | Online        | Web                                                     |
| ---- | ----------- | ------ | ------------- | ------------- | ------------- | ------------- | ------------------------------------------------------- |
|      | Teveon      | Mux 30 | No disponible | No disponible | No disponible | No disponible | http://teveon.tv/ Arxivat 2020-02-19 a Wayback Machine. |
|      | Canal Te TV | Mux 30 | No disponible | No disponible | No disponible | En Directe    | http://canalte.alacarta.cat/                            |
|      | TE24        | Mux 34 | No disponible | No disponible | No disponible | No disponible | No disponible                                           |

### Terra Alta
| Logo | Canal    | TDT    | Satèl·lit     | IPTV          | Cable         | Online        | Web                                                     |
| ---- | -------- | ------ | ------------- | ------------- | ------------- | ------------- | ------------------------------------------------------- |
|      | teveon   | Mux 34 | No disponible | No disponible | No disponible | No disponible | http://teveon.tv/ Arxivat 2020-02-19 a Wayback Machine. |
|      | Canal Te | Mux 34 | No disponible | No disponible | No disponible | En Directe    | http://canalte.alacarta.cat/                            |
|      | TE24     | Mux 34 | No disponible | No disponible | No disponible | No disponible | No disponible                                           |

### Ribera d'Ebre
| Logo | Canal    | TDT    | Satèl·lit     | IPTV          | Cable         | Online        | Web                                                     |
| ---- | -------- | ------ | ------------- | ------------- | ------------- | ------------- | ------------------------------------------------------- |
|      | Teveon   | Mux 34 | No disponible | No disponible | No disponible | No disponible | http://teveon.tv/ Arxivat 2020-02-19 a Wayback Machine. |
|      | Canal Te | Mux 34 | No disponible | No disponible | No disponible | En Directe    | http://canalte.alacarta.cat/                            |
|      | TE24     | Mux 34 | No disponible | No disponible | No disponible | No disponible | No disponible                                           |

## Barcelonès

### Barcelonès
| Logo | Canal           | TDT    | Satèl·lit     | IPTV          | Cable         | Online        | Web                                           |
| ---- | --------------- | ------ | ------------- | ------------- | ------------- | ------------- | --------------------------------------------- |
|      | Betevé          | Mux 26 | No disponible | No disponible | No disponible | En Directe    | https://beteve.cat/                           |
|      | Badalona TV     | Mux 26 | No disponible | No disponible | No disponible | En Directe    | https://bdncom.cat/                           |
|      | L'hospitalet TV | Mux 26 | No disponible | No disponible | No disponible | No disponible | https://lhdigital.cat/web/digital-h/televisio |

## Baix Llobregat

### Baix Llobregat
| Logo | Canal | TDT    | Satèl·lit     | IPTV          | Cable         | Online                                           | Web             |
| ---- | ----- | ------ | ------------- | ------------- | ------------- | ------------------------------------------------ | --------------- |
|      | ETV   | Mux 36 | No disponible | No disponible | No disponible | En Directe Arxivat 2019-12-20 a Wayback Machine. | http://etv.cat/ |

## Vallès Oriental

### Vallès Oriental
| Logo | Canal        | TDT    | Satèl·lit     | IPTV          | Cable         | Online     | Web                                                                    |
| ---- | ------------ | ------ | ------------- | ------------- | ------------- | ---------- | ---------------------------------------------------------------------- |
|      | Valles Visio | Mux 40 | No disponible | No disponible | No disponible | En Directe | http://vallesvisio.alacarta.cat/ Arxivat 2019-09-02 a Wayback Machine. |
|      | Vot TV       | Mux 40 | No disponible | No disponible | No disponible | En Directe | http://votv.alacarta.cat/                                              |

## Anoia

### Anoia
| Logo | Canal         | TDT    | Satèl·lit     | IPTV          | Cable         | Online     | Web                          |
| ---- | ------------- | ------ | ------------- | ------------- | ------------- | ---------- | ---------------------------- |
|      | Canal Taronja | Mux 37 | No disponible | No disponible | No disponible | En Directe | http://www.canaltaronja.cat/ |

## Catalunya Central

### Bages
| Logo | Canal         | TDT    | Satèl·lit     | IPTV          | Cable         | Online     | Web                             |
| ---- | ------------- | ------ | ------------- | ------------- | ------------- | ---------- | ------------------------------- |
|      | Canal Taronja | Mux 48 | No disponible | No disponible | No disponible | En Directe | http://www.canaltaronja.cat     |
|      | Bergueda TV   | Mux 48 | No disponible | No disponible | No disponible | En Directe | http://tvbergueda.alacarta.cat/ |

### Berguedà
| Logo | Canal         | TDT    | Satèl·lit     | IPTV          | Cable         | Online     | Web                             |
| ---- | ------------- | ------ | ------------- | ------------- | ------------- | ---------- | ------------------------------- |
|      | Canal Taronja | Mux 48 | No disponible | No disponible | No disponible | En Directe | http://www.canaltaronja.cat/    |
|      | Bergueda TV   | Mux 48 | No disponible | No disponible | No disponible | En Directe | http://tvbergueda.alacarta.cat/ |

### Solsonès
| Logo | Canal         | TDT    | Satèl·lit     | IPTV          | Cable         | Online     | Web                             |
| ---- | ------------- | ------ | ------------- | ------------- | ------------- | ---------- | ------------------------------- |
|      | Canal Taronja | Mux 48 | No disponible | No disponible | No disponible | En Directe | http://www.canaltaronja.cat/    |
|      | Bergueda TV   | Mux 48 | No disponible | No disponible | No disponible | En Directe | http://tvbergueda.alacarta.cat/ |

## Maresme

### Maresme, El
| Logo | Canal     | TDT    | Satèl·lit     | IPTV          | Cable         | Online     | Web                            |
| ---- | --------- | ------ | ------------- | ------------- | ------------- | ---------- | ------------------------------ |
|      | Mataró TV | Mux 24 | No disponible | No disponible | No disponible | En Directe | https://mataroaudiovisual.cat/ |

## Vallès Occidental

### Vallès Occidental
| Logo | Canal          | TDT    | Satèl·lit     | IPTV          | Cable         | Online                                           | Web                                    |
| ---- | -------------- | ------ | ------------- | ------------- | ------------- | ------------------------------------------------ | -------------------------------------- |
|      | Mola TV        | Mux 39 | No disponible | No disponible | No disponible | En Directe                                       | http://www.molatv.cat/                 |
|      | TV Sant Cugat  | Mux 39 | No disponible | No disponible | No disponible | En Directe                                       | http://www.tvsantcugat.cat/            |
|      | Canal Terrassa | Mux 45 | No disponible | No disponible | No disponible | En Directe Arxivat 2019-09-05 a Wayback Machine. | https://terrassadigital.cat/televisio/ |
|      | TV Sabadell    | Mux 45 | No disponible | No disponible | No disponible | En Directe Arxivat 2021-11-10 a Wayback Machine. | https://www.tvsabadell-valles.cat/     |

## Osona

### Osona
| Logo | Canal         | TDT    | Satèl·lit     | IPTV          | Cable         | Online     | Web                          |
| ---- | ------------- | ------ | ------------- | ------------- | ------------- | ---------- | ---------------------------- |
|      | Canal Taronja | Mux 25 | No disponible | No disponible | No disponible | En Directe | http://www.canaltaronja.cat/ |
|      | El 9 TV       | Mux 25 | No disponible | No disponible | No disponible | En Directe | https://el9nou.cat/el9tv/    |

## Penedès

### Alt Penedès
| Logo | Canal             | TDT    | Satèl·lit     | IPTV          | Cable         | Online        | Web                            |
| ---- | ----------------- | ------ | ------------- | ------------- | ------------- | ------------- | ------------------------------ |
|      | Canal Blau        | Mux 30 | No disponible | No disponible | No disponible | En Directe    | http://canalblau.alacarta.cat/ |
|      | Penedès televisió | Mux 30 | No disponible | No disponible | No disponible | En Directe    | https://www.rtvvilafranca.cat/ |
|      | Terramar TV       | Mux 39 | No disponible | No disponible | No disponible | No disponible | http://etv.cat/                |

### Baix Penedès
| Logo | Canal             | TDT    | Satèl·lit     | IPTV          | Cable         | Online        | Web                            |
| ---- | ----------------- | ------ | ------------- | ------------- | ------------- | ------------- | ------------------------------ |
|      | Canal Blau TV     | Mux 30 | No disponible | No disponible | No disponible | En Directe    | http://canalblau.alacarta.cat/ |
|      | Penedès Televisió | Mux 30 | No disponible | No disponible | No disponible | En Directe    | https://www.rtvvilafranca.cat  |
|      | Terramar TV       | Mux 39 | No disponible | No disponible | No disponible | No disponible | http://etv.cat/                |

### Garraf
| Logo | Canal             | TDT    | Satèl·lit     | IPTV          | Cable         | Online        | Web                            |
| ---- | ----------------- | ------ | ------------- | ------------- | ------------- | ------------- | ------------------------------ |
|      | Canal Blau TV     | Mux 30 | No disponible | No disponible | No disponible | En Directe    | http://canalblau.alacarta.cat/ |
|      | Penedès Televisió | Mux 30 | No disponible | No disponible | No disponible | En Directe    | https://www.rtvvilafranca.cat/ |
|      | Terramar TV       | Mux 39 | No disponible | No disponible | No disponible | No disponible | http://etv.cat/                |

## Gironès-Pla de l'Estany

### Gironès
| Logo | Canal       | TDT    | Satèl·lit     | IPTV          | Cable         | Online        | Web                           |
| ---- | ----------- | ------ | ------------- | ------------- | ------------- | ------------- | ----------------------------- |
|      | Banyoles TV | Mux 39 | No disponible | No disponible | No disponible | No disponible | https://banyolestv.cat/       |
|      | Girona TV   | Mux 39 | No disponible | No disponible | No disponible | En Directe    | http://tvgirona.alacarta.cat/ |

### Pla de l'Estany
| Logo | Canal       | TDT    | Satèl·lit     | IPTV          | Cable         | Online        | Web                           |
| ---- | ----------- | ------ | ------------- | ------------- | ------------- | ------------- | ----------------------------- |
|      | Banyoles TV | Mux 39 | No disponible | No disponible | No disponible | No disponible | https://banyolestv.cat/       |
|      | Girona TV   | Mux 39 | No disponible | No disponible | No disponible | En Directe    | http://tvgirona.alacarta.cat/ |

## Selva

### Selva
| Logo | Canal              | TDT    | Satèl·lit     | IPTV          | Cable         | Online     | Web                       |
| ---- | ------------------ | ------ | ------------- | ------------- | ------------- | ---------- | ------------------------- |
|      | Televisió La Selva | Mux 46 | No disponible | No disponible | No disponible | En Directe | http://www.tvlaselva.cat/ |

## Alt Empordà

### Alt Empordá
| Logo | Canal            | TDT    | Satèl·lit     | IPTV          | Cable         | Online                                           | Web                        |
| ---- | ---------------- | ------ | ------------- | ------------- | ------------- | ------------------------------------------------ | -------------------------- |
|      | Empordà TV       | Mux 48 | No disponible | No disponible | No disponible | En Directe Arxivat 2020-12-02 a Wayback Machine. | http://empordadigital.cat/ |
|      | Canal 10 Empordà | Mux 48 | No disponible | No disponible | No disponible | En Directe                                       | http://www.canal10.cat/    |

## Garrotxa-Ripollès

### Garrotxa, La
| Logo | Canal            | TDT    | Satèl·lit     | IPTV          | Cable         | Online        | Web                                       |
| ---- | ---------------- | ------ | ------------- | ------------- | ------------- | ------------- | ----------------------------------------- |
|      | Televisio Ripoll | Mux 21 | No disponible | No disponible | No disponible | No disponible | http://televisiodelripolles.alacarta.cat/ |
|      | Olot TV          | Mux 21 | No disponible | No disponible | No disponible | En Directe    | https://www.olot.tv/                      |

### Ripollès
| Logo | Canal     | TDT    | Satèl·lit     | IPTV          | Cable         | Online        | Web                                       |
| ---- | --------- | ------ | ------------- | ------------- | ------------- | ------------- | ----------------------------------------- |
|      | Ripoll TV | Mux 21 | No disponible | No disponible | No disponible | No disponible | http://televisiodelripolles.alacarta.cat/ |
|      | Olot TV   | Mux 21 | No disponible | No disponible | No disponible | En Directe    | https://www.olot.tv/                      |

## Baix Empordà

### Baix empordá
| Logo | Canal          | TDT    | Satèl·lit     | IPTV          | Cable         | Online     | Web                           |
| ---- | -------------- | ------ | ------------- | ------------- | ------------- | ---------- | ----------------------------- |
|      | Costa Brava TV | Mux 25 | No disponible | No disponible | No disponible | En Directe | https://www.tvcostabrava.com/ |

## Subtelevisió Local
Una subtelevisió local és una plataforma o una unió de televisions locals per a mancomunar els seus serveis i així poder sobreviure econòmicament. A Catalunya actualment hi ha dues, La Xarxa i TDI.

### La Xarxa
La Xarxa de Comunicació Local és una plataforma multimèdia de suport a l'audiovisual local que té com a objectius donar resposta a les necessitats del sector i contribuir a la seva dinamització creada a l'octubre de 2012 per la Diputació de Barcelona. Treballa en coordinació directa amb els mitjans de comunicació locals adherits (48 canals), per a qui posa a disposició un ampli catàleg de serveis. El principal és l'oferta de continguts, que es dissenya conjuntament amb els mitjans adherits amb el propòsit d'incentivar al màxim la coproducció amb tots ells. Un criteri d'actuació que pretén, d'una banda, augmentar la visibilitat dels continguts audiovisuals locals, distribuint-los al conjunt de mitjans adherits i ampliar així l'audiència potencial; i, per un altre, estimular econòmicament el sector.

### TDI
Televisions Digitals Independents és una associació de televisions locals privades.

## Evolució tecnològica de les Televisions locals de Catalunya
Des que a l'any 2010 es va fer la famosa apagada analògica les televisions locals de Catalunya no han anat invertint en noves tecnologies ja sigui per la crisi econòmica del 2008 o per la gran inversió que van fer per a la transició d'analògic a digital.Després d'una dècada sense gairebé invertir en avanços tecnològic en la televisió sembla que el sector de les televisions locals de Catalunya vulgui fer un pas més enllà i començar a emetre en HD de moment aquest pas només l'ha donat Tac 12 però en els últims mesos es poden sumar algunes cadenes més i feu el pas a la HD. El sector és prudent, ja que s'espera una crisi econòmica a causa del coronavirus i també l'obligatorietat del govern d'Espanya que a l'any 2023 sigui obligatòria a emetre tots els canals de TDT en HD